# Steinebach an der Wied
Steinebach an der Wied là một đô thị trong huyện Westerwald bang Rheinland-Pfalz thuộc nước Đức. Đô thị Steinebach an der Wied có diện tích 8,3 km², dân số là 794 người (31/12/2006).